# Opération Hump
 (février 2022).
Le contenu est difficilement compréhensible vu les erreurs de traduction, qui sont peut-être dues à l'utilisation d'un logiciel de traduction automatique.
 (janvier 2022).
La mise en forme du texte ne suit pas les recommandations de Wikipédia : il faut le « wikifier ».
Les points d'amélioration suivants sont les cas les plus fréquents :
- Les titres sont pré-formatés par le logiciel. Ils ne sont ni en capitales, ni en gras.
- Le texte ne doit pas être écrit en capitales (les noms de famille non plus), ni en gras, ni en italique, ni en « petit »…
- Le gras n'est utilisé que pour surligner le titre de l'article dans l'introduction, une seule fois.
- L'italique est rarement utilisé : mots en langue étrangère, titres d'œuvres, noms de bateaux, etc.
- Les citations ne sont pas en italique mais en corps de texte normal. Elles sont entourées par des guillemets français : « et ».
- Les listes à puces sont à éviter, des paragraphes rédigés étant largement préférés. Les tableaux sont à réserver à la présentation de données structurées (résultats, etc.).
- Les appels de note de bas de page (petits chiffres en exposant, introduits par l'outil «  Source ») sont à placer entre la fin de phrase et le point final[comme ça].
- Les liens internes (vers d'autres articles de Wikipédia) sont à choisir avec parcimonie. Créez des liens vers des articles approfondissant le sujet. Les termes génériques sans rapport avec le sujet sont à éviter, ainsi que les répétitions de liens vers un même terme.
- Les liens externes sont à placer uniquement dans une section « Liens externes », à la fin de l'article. Ces liens sont à choisir avec parcimonie suivant les règles définies. Si un lien sert de source à l'article, son insertion dans le texte est à faire par les notes de bas de page.
- La présentation des références doit suivre les conventions bibliographiques. Il est recommandé d'utiliser les modèles {{Ouvrage}}, {{Chapitre}}, {{Article}}, {{Lien web}} et/ou {{Bibliographie}}. Le mode d'édition visuel peut mettre en forme automatiquement les références.
- Insérer une infobox (cadre d'informations à droite) n'est pas obligatoire pour parachever la mise en page.

Pour une aide détaillée, merci de consulter Aide:Wikification.
Si vous pensez que ces points ont été résolus, vous pouvez retirer ce bandeau et améliorer la mise en forme d'un autre article.
Batailles
L'opération Hump est une opération de recherche et de destruction lancée par les forces américaines et australiennes le 5 novembre 1965, pendant la guerre du Vietnam.
L'objectif américano-australien était de chasser l'unité Viet Cong (VC) qui avait pris position sur plusieurs collines clés de la zone de guerre D dans une zone à environ 17,5 miles (28,2 km) au nord de Bien Hoa. Le 1er bataillon américain, 503e régiment d'infanterie (en) (503e), 173e brigade aéroportée a mené un assaut en hélicoptère sur une zone d'atterrissage au nord-ouest de la rivière Dong Nai et de la rivière Song Be. Le 1er Bataillon, Royal Australian Regiment (en) (1RAR (en)) a été déployé au sud du Dong Nai. Le 8 novembre, l'engagement majeur de l'opération a eu lieu lorsqu'un régiment VC a tenté d'encercler et de dépasser le 503e régiment d'infanterie (en), faisant 49 morts américains et entre 400 et 700 VC tués. Le même jour, lors d'un engagement connu plus tard sous le nom de bataille de Gang Toi, 1RAR (en) a attaqué un bunker VC et un système de tranchées, tuant six VC et en capturant cinq, tout en perdant deux combattants.

## Prélude
Le 5 novembre, la 173e brigade aéroportée a reçu des renseignements indiquant qu'un quartier général du régiment VC, signalé à tort comme appartenant au 272e au lieu du 271e, ses trois bataillons et le bataillon D800 du 274e régiment étaient massés près du confluent du Dong Nai et Song Be rivières dans la zone de guerre D. À environ vingt-deux kilomètres au nord-est de la base aérienne de Biên Hòa, la zone avait déjà été pénétrée par les Américains à plusieurs reprises. Le commandant de brigade Williamson (en) organisa une force de trois bataillons : le 503e d'infanterie (en), commandé par le lieutenant-colonel John E. Tyler ; le 1er bataillon, Royal Australian Regiment (en), dirigé par le lieutenant-colonel Lou Brumfield ; et le 3e bataillon, 319e régiment d'artillerie (en), sous les ordres du lieutenant-colonel Lee E. Smut. Le troisième élément de manœuvre de la brigade, le 2e bataillon, 503e d'infanterie, commandé par le lieutenant-colonel George E. Dexter, est resté en réserve à Bien Hoa. Le plan exigeait que l'artillerie établisse une base de feu près de la zone d'opération. Une fois la base de tir en place, l'infanterie de Williamson se rendait en hélicoptère dans la campagne pour voir ce qu'elle pouvait trouver. La seule exigence était que les éléments de manœuvre restent à portée des canons de la base de tir.

## Opération

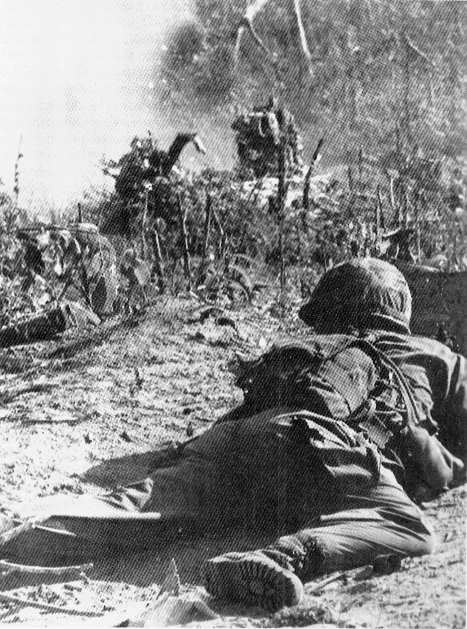
Parachutiste américain lors de l'opération Hump en novembre 1965.

Tôt le matin du 5 novembre, le bataillon d'artillerie, accompagné de la troupe E, du 17e régiment de cavalerie (en) et de la compagnie D, du 16e blindé, se rend en position Ace (11,06°N 106,932°E), à l'est du Dong Nai et à environ 8 km au sud-ouest. de sa jonction avec le Song Be. 1RAR (en) s'est ensuite déplacé en hélicoptère vers la zone d'atterrissage Jack, également à l'est du Dong Nai mais plus proche du Song Be d'environ 5 km. Après une préparation d'artillerie et des frappes aériennes tactiques, le bataillon australien était au sol en milieu de matinée. Peu de temps après, des hélicoptères ont livré une batterie de quatre 105 mm. OTO Melara Modèle 56 appartenant à la 105e Field Battery, Royal Australian Artillery (en). Le 503e (en) de Tyler a suivi dans l'après-midi à Landing Zone King (11.102°N 106.955°E), à environ 1,5 km au sud-ouest de la jonction Dong Nai-Song Be.
Les deux bataillons d'infanterie consacrent le reste de la journée à s'installer et à nettoyer les champs de tir. Les Australiens s'installent tout près de leur zone d'atterrissage qui se situe à proximité d'une rizière qui s'étend à l'est et au sud vers de petites masses de collines pouvant atteindre 25 m de hauteur. Les collines avaient de nombreuses zones ouvertes mais contenaient également de la jungle à certains endroits. Là, les arbres pouvaient atteindre jusqu'à 40 m de hauteur et le sous-bois était enchevêtré de vignes et de sous-bois. L'observation depuis le laager sur environ 50 m était bonne, et la couverture et la dissimulation étaient excellentes, mais les champs de tir à l'approche ont favorisé le VC. Le 503e (en) se trouvait sur un terrain similaire au nord et à l'ouest des Australiens.
Les unités des deux bataillons ont commencé à travailler vers l'extérieur au sud et à l'est de leurs bases les 6 et 7 novembre, employant des patrouilles de la taille d'une compagnie et d'un peloton. À l'exception de deux échanges éphémères au cours desquels les Australiens ont tué trois VC, aucune des deux forces n'a trouvé les forces principales du VC. Les deux ont cependant découvert des camps vides avec des fournitures et de l'équipement, des complexes de bunkers et de tunnels et un certain nombre de huttes piégées. Ils ont détruit tout ce qu'ils pouvaient.
Le 7 novembre, le 503e a continué à sonder à l'ouest du Dong Nai, à quelques kilomètres au nord de la zone d'atterrissage d'origine. En fin d'après-midi, un camp a été établi près du bas de la cote 65 (11,132 ° N 106,93 ° E), un objectif important pour Tyler car la colline offrait une excellente observation et les renseignements avaient identifié une unité VC à environ 2 km à l'ouest. Les informations sur le poste de VC semblaient prometteuses, car le message dans lequel il était identifié comportait les mots Sour Apples. Au cours des briefings précédant l'opération, Tyler et son officier des opérations avaient reçu pour instruction de surveiller spécialement la phrase et de s'assurer que la zone qu'elle signifiait était fouillée. Juste avant la tombée de la nuit, le 7, Tyler a envoyé des patrouilles pour vérifier la zone en question. Ce qui s'est passé ensuite reste flou. Le commandant de la compagnie A de Tyler, le capitaine Walter B. Daniel, a rappelé que lorsque les patrouilles sont revenues, elles n'avaient rien à signaler. L'aumônier accompagnant le bataillon, le capitaine James M. Hutchens, a écrit par la suite que l'une des patrouilles avait trouvé des empreintes de pas fraîches à moins de 1 km du camp de l'unité et avait également entendu le « caquetage étouffé occasionnel de poulets », que les soldats du VC transportaient pour se nourrir. Quoi que les troupes aient trouvé, les historiens de VC confirmeront plus tard que le 3e bataillon du 271e était dans la région et qu'il a reçu l'ordre le matin du 8 d'attaquer Tyler et ses hommes. Le commandant de l'unité espérait tendre une embuscade aux Américains après qu'ils soient sortis de leur campement pour balayer la base de la colline.

## Bataille
Vers 6 h le 8 novembre, la compagnie C a commencé un mouvement vers le nord-ouest vers la cote 65, tandis que la compagnie B s'est déplacée vers le nord-est vers la cote 78 et la compagnie A est restée à la base de patrouille. La Compagnie C avance en trois lignes distantes d'environ 30 m. Alors que la Compagnie C traversait une zone dégagée dans la jungle, ils trouvèrent un hameau récemment évacué. Traversant la zone avec précaution à cause des mines et des pièges possibles, ils ont continué vers l'ouest. Peu avant 8 h, la Compagnie C a été engagée par une importante force VC, bien retranchée à environ 15 à 30 mètres autour du pied de la colline 65. Les M18A1 Claymore ont explosé et des nappes de feu de mitrailleuses de calibre .30 et .50 soigneusement positionnées ont englouti les soldats.
Le VC a tenté trois fois dans la journée d'encercler le 503e. Tout d'abord, ils ont essayé d'envelopper la compagnie C par la droite, obligeant Tyler à engager la compagnie B pour sécuriser ce flanc à 8 h 45. Dans les combats qui ont suivi, la Compagnie B s'est déplacée dans la brèche du nord-est pour briser l'enveloppement en s'appuyant souvent sur des baïonnettes fixes pour repousser les attaques audacieuses à courte portée par de petites bandes de combattants VC. La compagnie B a atteint le pied de la colline 65 vers 9 h 30 et a remonté la colline. Il est devenu évident qu'il y avait une grande force VC en place sur la colline, la compagnie C subissait de lourdes pertes et la compagnie B forçait le flanc droit du VC.
Sous la pression de l'attaque de flanc de la compagnie B, le VC a déplacé sa position vers le nord-ouest, sur quoi le commandant de la compagnie B a appelé des tirs aériens et d'artillerie sur le VC en retraite. Les obus ont brûlé le feuillage et pris de nombreux combattants VC en feu, faisant exploser les munitions et les grenades qu'ils transportaient. La compagnie B s'est arrêtée sur place dans le but de se localiser et de se consolider avec les pelotons de la compagnie C. Ensemble, ils ont réussi à établir une ligne défensive cohérente, faisant le tour du sommet de la colline du sud-est au nord-ouest, mais avec peu de couverture du côté sud. Plus tard dans la matinée, à la suite d'un deuxième effort infructueux, le VC a tenté un large enveloppement des deux compagnies B et C, alors regroupées en une seule position. Le commandant du VC s'est rendu compte que sa meilleure chance était d'embrasser les forces américaines afin que les tirs aériens et d'artillerie du 173e ne puissent pas être efficacement utilisés. Les troupes du VC ont tenté de déborder la position américaine au sommet de la colline à la fois de l'est et du sud-ouest, rapprochant ses troupes des Américains. Le résultat a été des attaques au coude à coude sur le flanc de la colline, des combats au corps à corps et l'isolement de certaines parties des compagnies B et C ; les Américains se sont opposés à deux de ces attaques.
Tyler a contrecarré le mouvement en engageant sa force de réserve, la compagnie A, mais il a ordonné au commandant de la compagnie A d'éviter de s'engager de manière décisive car le 173e manquait d'hélicoptères pour apporter des renforts rapidement. En se concentrant sur le dépassement des compagnies B et C, le VC a apparemment négligé l'avancée de la compagnie A à travers l'épais sous-bois, la compagnie A venant sur eux alors qu'ils se précipitaient sur la position américaine, ouvraient le feu et arrêtaient l'assaut. En se regroupant, le VC a allumé la compagnie A, qui a dû repousser trois attaques en succession rapide tout en reculant vers l'est. Alors que la compagnie A poursuivait son retrait des combats, Tyler est venu à la radio pour avertir Daniel de ne pas conduire le VC à la base du bataillon. L'ordre s'est avéré inutile, car le VC avait abandonné la poursuite.
Bien que les combats se soient poursuivis après la deuxième attaque massive, leur intensité a diminué lorsque les troupes du VC ont de nouveau tenté de se désengager et de se retirer, se dispersant dans la jungle pour s'écarter de la poursuite des forces américaines. En fin d'après-midi, il semblait que le contact avait été rompu, permettant aux compagnies B et C de préparer une position défensive de nuit et de rassembler leurs morts et blessés au centre de la position. Bien que quelques-uns des blessés les plus graves aient été extraits par des hélicoptères de l'USAF utilisant des civières (en), la jungle à triple canopée a empêché l'évacuation de la majorité d'entre eux jusqu'au matin du 9 novembre. Pendant les combats, Lawrence Joel (en), un infirmier, s'est distingué en soignant ses camarades blessés sous un feu nourri. Il a ensuite reçu la médaille d'honneur.
À travers le Dong Nai, 1RAR (en) a engagé la compagnie VC 238 dans la bataille de Gang Toi, tuant six VC et en capturant cinq lors d'un assaut sur une position retranchée de VC sur la colline 82, tout en perdant deux soldats, dont les restes n'ont été retrouvés que 42 ans plus tard.
Le 9 novembre, le 503e (en) a poursuivi ses recherches dans la région mais n'a trouvé aucun VC. Après cela, avec le VC clairement parti et les morts et blessés américains soignés, il semblait y avoir peu de raisons de rester. Le général Williamson a mis fin à l'opération et la brigade est retournée à la base,.

## Conséquences
Les rapports officiels affirmeraient plus tard que la 173e brigade aéroportée avait tué environ 400 Viet Congs par décompte des corps et 200 autres morts estimés, tandis que les pertes américaines étaient de 49 tués et 83 blessés. Le chiffre de 400 s'est avéré être une supposition que Williamson (en) a fait immédiatement après la bataille sous la pression du Commandement de l'assistance militaire, quartier général du Vietnam. Des évaluations ultérieures porteraient le nombre de tués à 700, mais elles sont également suspectes. Étant donné que l'unité de VC impliquée était le 3e bataillon du 271e, un décompte des corps de 700 aurait signifié que le 503e avait tué deux fois plus de soldats enemis que ceux qui étaient présents pendant la bataille.
Bien que Williamson ait observé plus tard qu'ils avaient « battu à plates coutures » les Viets Congs, il a finalement conclu que « ce n'était pas le combat le plus intelligent. L'ennemi avait tendu un piège ». Dans l'espoir de détruire une unité américaine, « il nous avait entraînés dans une bataille dans une zone qu'il avait choisie ».

## Souvenir
L'opération Hump est commémorée dans une chanson de Big and Rich intitulée 8th of November (en). L'introduction, telle que lue par Kris Kristofferson, est la suivante :

« Le 8 novembre 1965, la 173rd Airborne Brigade sur Operation Hump, zone de guerre « D » au Vietnam, est prise en embuscade par plus de 1 200 Viet Congs. Quarante-huit soldats américains ont perdu la vie ce jour-là. Gravement blessé et risquant sa propre vie, Lawrence Joel, un médecin, a été le premier homme noir vivant depuis la guerre hispano-américaine à recevoir la médaille d'honneur des États-Unis pour avoir sauvé tant de vies au milieu de la bataille ce jour-là. Notre ami, Niles Harris, retraité de 25 ans de l'armée des États-Unis, le gars qui a donné son chapeau haut de forme à Big Kenny (en), était l'un des blessés qui ont survécu. Cette chanson est son histoire. Pris dans l'action de tuer ou d'être tué, aucun homme n'a de plus grand amour que de donner sa vie pour son frère. »